# Thomas von Wickede (1646–1716)

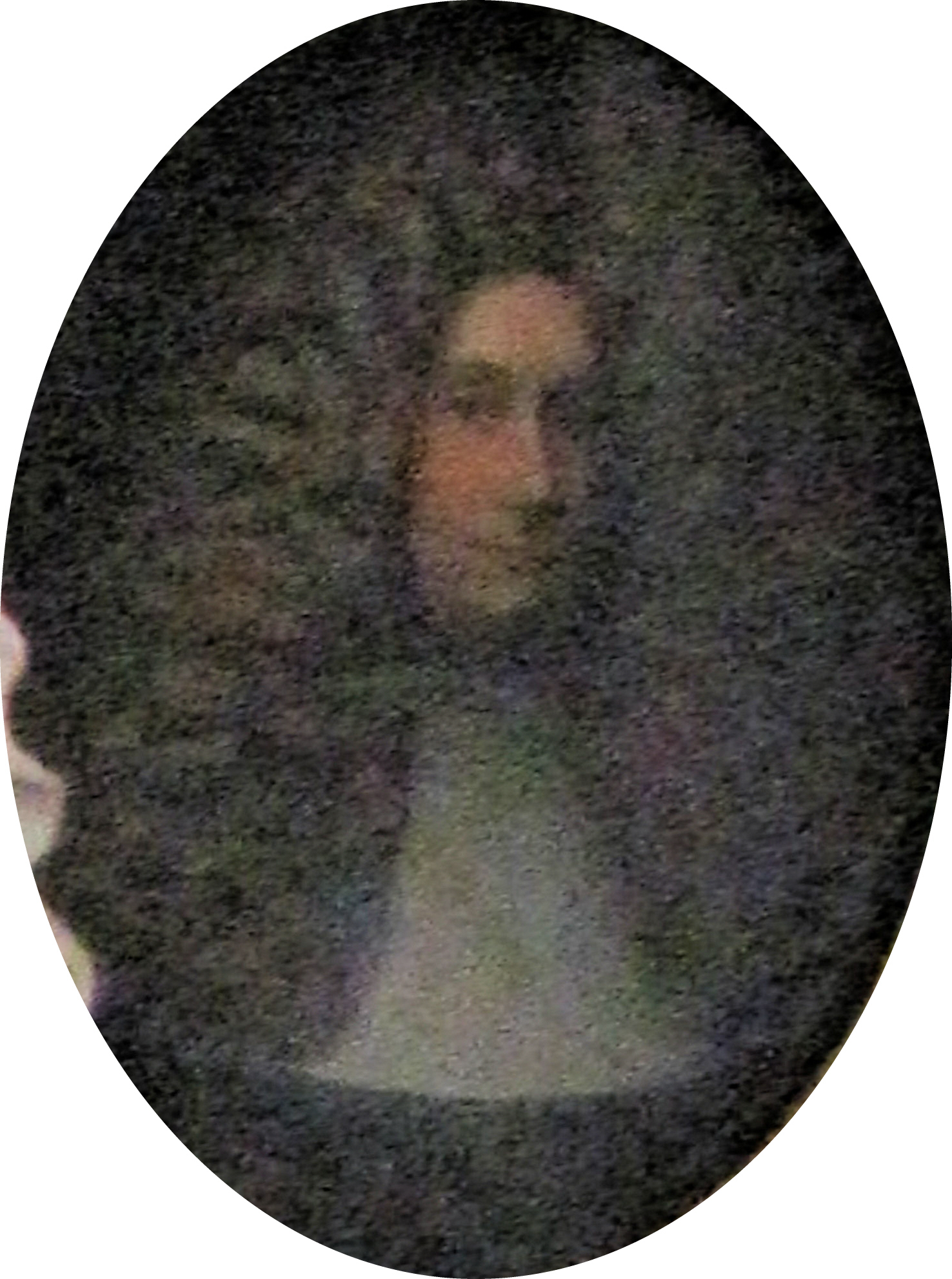
Thomas von Wickede

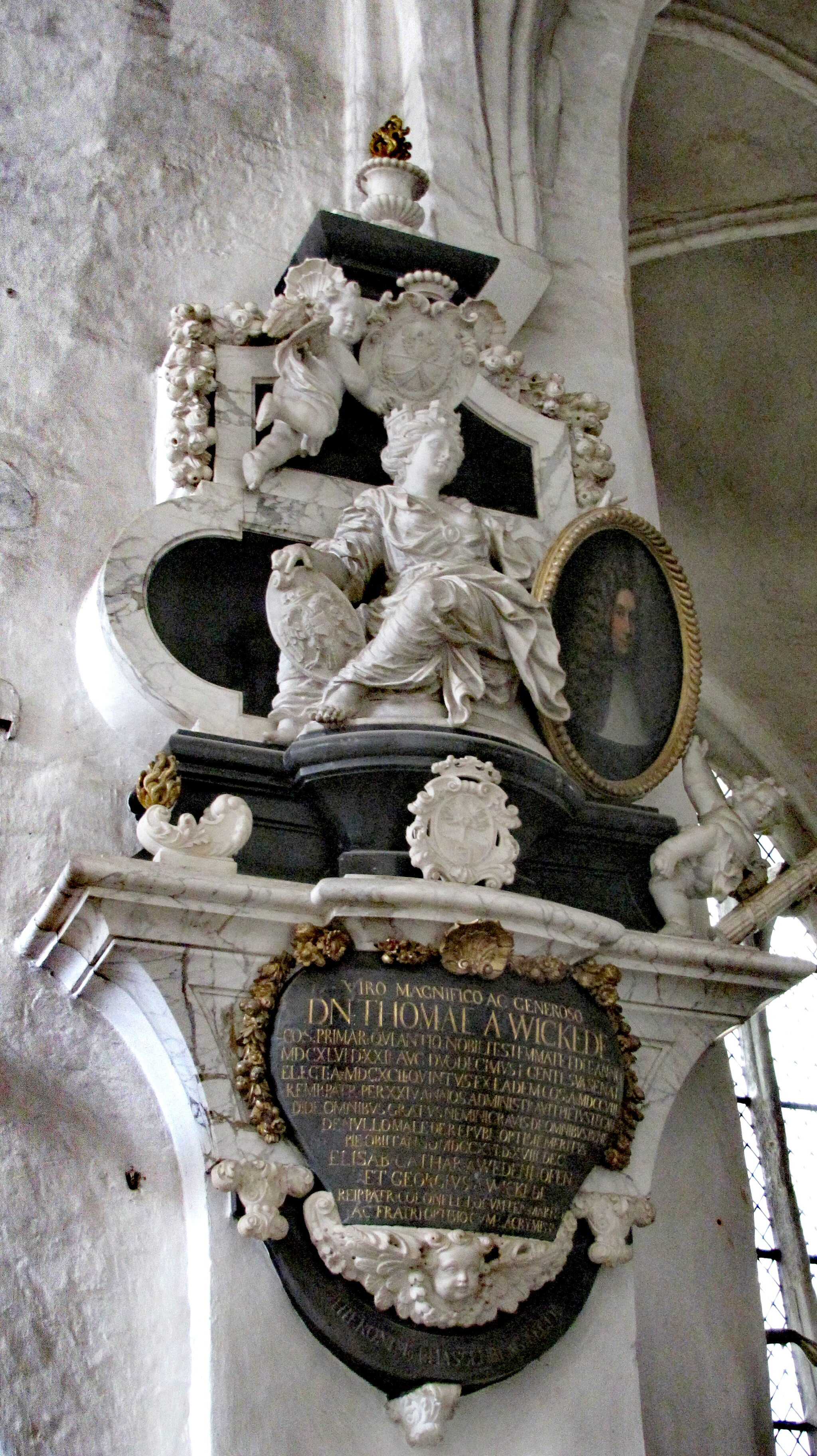
Epitaph in St. Ägidien

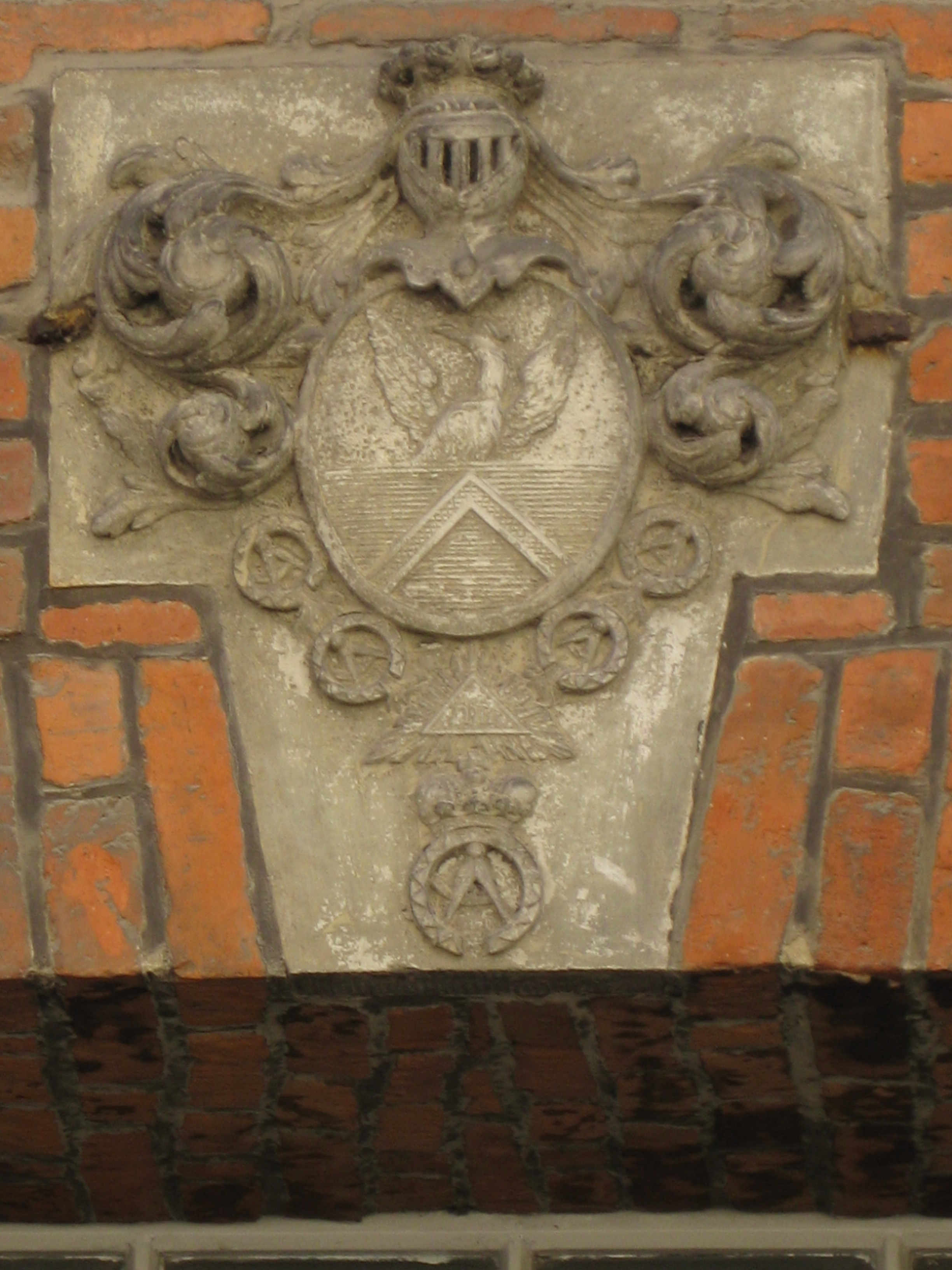
Wappen von Wickede mit Zeichen der Zirkelgesellschaft am Wickedestift Glockengießerstraße 8 in der Lübecker Altstadt

Thomas von Wickede (* 22. August 1646; † 18. Dezember 1716 in Lübeck) war ein deutscher Bürgermeister der Hansestadt Lübeck.

## Leben
Thomas von Wickede entstammte der alten Lübecker Ratsfamilie von Wickede. Der Ratsherr Thomas von Wickede († 1626) war sein Großvater. Er studierte in der Zeit von 1666 bis 1671 an den Universitäten Rostock, Heidelberg und Basel. Auf dem Rückweg in seine Heimat besuchte er Wien. Thomas von Wickede wurde 1673 Mitglied der einflussreichen Zirkelgesellschaft und erwarb 1685 das Landgut Graben in Mecklenburg. 1692 wurde er in den Rat der Stadt gewählt und 1708 im Lübecker Rat zu einem der Bürgermeister der Stadt bestimmt. 
Während seiner Amtszeit fühlte sich die Stadt häufiger durch durchziehende Truppenteile der Parteien des Großen Nordischen Krieges bedroht. Die russischen Truppen verlangten von Lübeck im Sommer 1716 die Stellung einer Flotte, mit der sie auf die dänische Hauptinsel Seeland übersetzten.
Thomas von Wickede war mit einer Tochter des Ratsherrn Heinrich Wedemhof verheiratet. Er wurde in der Lübecker Marienkirche begraben. In der Aegidienkirche, deren Vorsteher er war, erinnert ein barockes Epitaph des Bildhauers Hieronymus Hassenberg an ihn. Sein Porträt wird in diesem Epitaph von einer allegorischen Lubeca gehalten, eine Putte hält das Liktorenbündel, das für das Bürgermeisteramt steht. Er war der fünfte Lübecker Bürgermeister aus der Familie von Wickede und zugleich das zwölfte Ratsmitglied.